# تيست درايف آنليميتد
تيست درايف آنليميتد (بالإنجليزية: Test Drive Unlimited)‏ ، هي لعبة إلكترونية من نوع سباق السيارات، أنتجت عام 2006م.

## وصلة خارجية
- الموقع الرسمي